# Gary Sinise
Gary Alan Sinise (n. 17 martie 1955, Blue Island⁠(d), Illinois, SUA) este un actor, regizor, muzician și filantrop american.
De-a lungul carierei sale, Sinise a câștigat diferite premii printre care premiul Emmy (odată) și Globul de Aur (odată) și a fost nominalizat la Premiul Oscar (de patru ori). În 1992, Sinise a regizat și interpretat rolul lui George Milton în ecranizarea de succes a nuvelei Of Mice and Men scrisă de autorul John Steinbeck. Sinise a fost nominalizat la Premiul Oscar pentru cel mai bun actor pentru rolul său ca Lt. Dan Taylor din filmul Forrest Gump. A câștigat Globul de Aur pentru rolul Harry S. Truman din filmul Truman.

## Biografie
Gary Sinise s-a născut în Blue Island, Illinois, ca fiul lui Mylles S. (născută Alsip în 1932) și Robert L. Sinise (n. 1931), acesta din urmă fiind un editor de filme. El are și origini italiene (bunicul său din partea tatălui fiind italian).

## Filmografie
| An           | Titlu                                               | Rol                      | Note |
| ------------ | --------------------------------------------------- | ------------------------ | --- |
| 1984         | Family Secrets                                      | Motorcyclist             | Film de televiziune |
| 1984         | True West                                           | Austin                   | American Playhouse teatru TV |
| 1989         | The Final Days                                      | Richard Ben-Veniste      | Film de televiziune |
| 1989         | My Name Is Bill W.                                  | Ebby, Bill's best friend | Hallmark Hall of Fame Film de televiziune |
| 1991         | The Grapes of Wrath                                 | Tom Joad                 | Film de televiziune |
| 1992         | Of Mice and Men                                     | George Milton            | Film (și regizor) |
| 1992         | A Midnight Clear                                    | Vance 'Mother' Wilkins   | Film |
| 1992         | The Witness                                         | Young Soldier            | Film de televiziune scurt |
| 1993         | Jack the Bear                                       | Norman Strick            | Film |
| 1994         | Forrest Gump                                        | Lieutenant Dan Taylor    | Film Câștigător — Chlotrudis Award for Best Supporting Actor Câștigător — National Board of Review Award for Best Supporting Actor Câștigător — Saturn Award for Best Supporting Actor Nominalizare la— Academy Award for Best Supporting Actor Nominalizare la— Golden Globe Award for Best Supporting Actor – Motion Picture Nominalizare la— Screen Actors Guild Award for Outstanding Performance by a Male Actor in a Supporting Role                          |
| 1994         | Virus mortal                                        | Stu Redman               | Mini-serial TV Nominalizare la— Screen Actors Guild Award for Outstanding Performance by a Male Actor in a Miniseries or Television Movie |
| 1995         | Truman                                              | Harry S. Truman          | Film de televiziune Câștigător — CableACE Award for Best Actor in a Movie or Miniseries Câștigător — Golden Globe Award for Best Actor – Miniseries or Television Film Câștigător — Screen Actors Guild Award for Outstanding Performance by a Male Actor in a Miniseries or Television Movie Nominalizare la— Primetime Emmy Award for Outstanding Lead Actor – Miniseries or a Movie                                                                              |
| 1995         | Apollo 13                                           | Ken Mattingly            | Film Câștigător — Screen Actors Guild Award for Outstanding Performance by a Cast in a Motion Picture |
| 1995         | The Quick and the Dead                              | The Marshal              | Film |
| 1996         | Ransom                                              | Detectivul Jimmy Shaker  | Film |
| 1996         | Albino Alligator                                    | Milo                     | Film |
| 1997         | George Wallace                                      | George C. Wallace        | Film de televiziune Câștigător — CableACE Award for Best Actor in a Movie or Miniseries Câștigător — Primetime Emmy Award for Outstanding Lead Actor – Miniseries or a Movie Câștigător — Satellite Award for Best Actor – Miniseries or Television Film Câștigător — Screen Actors Guild Award for Outstanding Performance by a Male Actor in a Miniseries or Television Movie Nominalizare la — Golden Globe Award for Best Actor – Miniseries or Television Film |
| 1998         | Snake Eyes                                          | Comandant Kevin Dunne    | Film |
| 1999         | The Green Mile                                      | Burt Hammersmith         | Film |
| 1999         | It's the Rage                                       | Morgan                   | Film |
| 1999         | That Championship Season                            | Tom Daley                | Film de televiziune |
| 2000         | Bruno                                               | Dino Battaglia           | Film |
| 2000         | Impostor                                            | Spencer Olham            | Film |
| 2000         | Mission to Mars                                     | Jim McConnell            | Film |
| 2000         | Reindeer Games                                      | Gabriel Mercer           | Film |
| 2002         | A Gentleman's Game                                  | Foster Pearse            | Film Câștigător — DVD Premiere Award for Best Actor |
| 2002         | Path to War                                         | George Wallace           | Film TV (necreditat) |
| 2002         | Made-Up                                             | Duncan Tivey             | Film |
| 2003         | Fallen Angel                                        | Terry                    | Film de televiziune |
| 2003         | The Human Stain                                     | Nathan Zuckerman         | Film |
| 2003         | Mission: SPACE                                      | Capcom                   | Film scurt |
| 2004–2005    | CSI: Miami                                          | Detectivul Mac Taylor    | Episodes 2.23 "MIA/NYC NonStop" and 4.07 "Felony Flight" |
| 2004         | The Forgotten                                       | Dr. Jack Munce           | Film |
| 2004–prezent | CSI: NY                                             | Detectivul Mac Taylor    | În toate episoadele |
| 2004         | The Big Bounce                                      | Ray Ritchie              | Film |
| 2006         | Open Season                                         | Shaw                     | Film (doar voce) |
| 2008         | When We Left Earth: The NASA Missions               | Narator                  | Mini-serial TV |
| 2009         | On the Road in Iraq With Our Troops and Gary Sinise | Rolul său                | Documentar TV |
| 2009         | WWII in HD                                          | Narator                  | Mini-serial TV (segmentul "Battle Stations") |
| 2011         | None Less Than Heroes: The Honor Flight Story       | Narator                  | Documentar video |